# Marsonnas
Marsonnas est une commune française située dans le département de l'Ain et fait partie de la région Rhône-Alpes.

## Géographie
Située entre Mâcon et Bourg-en-Bresse, à 5 minutes de Montrevel, Marsonnas fait partie de la Bresse, ainsi que du Grand Bassin de Bourg-en-Bresse.

### Communes limitrophes
| Boissey        | Béréziat, Saint-Jean-sur-Reyssouze | Jayat               |
| Bâgé-Dommartin | Marsonnas                          | Montrevel-en-Bresse |
| Saint-Sulpice  | Saint-Didier-d'Aussiat             |                     |

### Climat
Pour des articles plus généraux, voir Climat d'Auvergne-Rhône-Alpes et Climat de l'Ain.
En 2010, le climat de la commune est de type climat océanique dégradé des plaines du Centre et du Nord, selon une étude du CNRS s'appuyant sur une série de données couvrant la période 1971-2000. En 2020, Météo-France publie une typologie des climats de la France métropolitaine dans laquelle la commune est exposée à un climat semi-continental et est dans la région climatique Bourgogne, vallée de la Saône, caractérisée par un bon ensoleillement (1 900 h/an), un été chaud (18,5 °C), un air sec au printemps et en été et des vents faibles.
Pour la période 1971-2000, la température annuelle moyenne est de 11,4 °C, avec une amplitude thermique annuelle de 17,8 °C. Le cumul annuel moyen de précipitations est de 970 mm, avec 11 jours de précipitations en janvier et 7,7 jours en juillet. Pour la période 1991-2020, la température moyenne annuelle observée sur la station météorologique de Météo-France la plus proche, sur la commune de Romenay à 18 km à vol d'oiseau, est de 11,8 °C et le cumul annuel moyen de précipitations est de 983,9 mm,. Pour l'avenir, les paramètres climatiques de la commune estimés pour 2050 selon différents scénarios d'émission de gaz à effet de serre sont consultables sur un site dédié publié par Météo-France en novembre 2022.

## Urbanisme

### Typologie
Au 1er janvier 2024, Marsonnas est catégorisée commune rurale à habitat dispersé, selon la nouvelle grille communale de densité à 7 niveaux définie par l'Insee en 2022.
Elle est située hors unité urbaine. Par ailleurs la commune fait partie de l'aire d'attraction de Bourg-en-Bresse, dont elle est une commune de la couronne,. Cette aire, qui regroupe 80 communes, est catégorisée dans les aires de 50 000 à moins de 200 000 habitants,.

## Politique et administration

### Découpage territorial
La commune de Marsonnas est membre de la communauté d'agglomération du Bassin de Bourg-en-Bresse, un établissement public de coopération intercommunale (EPCI) à fiscalité propre créé le 1er janvier 2017 dont le siège est à Bourg-en-Bresse. Ce dernier est par ailleurs membre d'autres groupements intercommunaux.
Sur le plan administratif, elle est rattachée à l'arrondissement de Bourg-en-Bresse, au département de l'Ain et à la région Auvergne-Rhône-Alpes. Sur le plan électoral, elle dépend du  canton d'Attignat pour l'élection des conseillers départementaux, depuis le redécoupage cantonal de 2014 entré en vigueur en 2015, et de la première circonscription de l'Ain  pour les élections législatives, depuis le dernier découpage électoral de 2010.

### Administration municipale

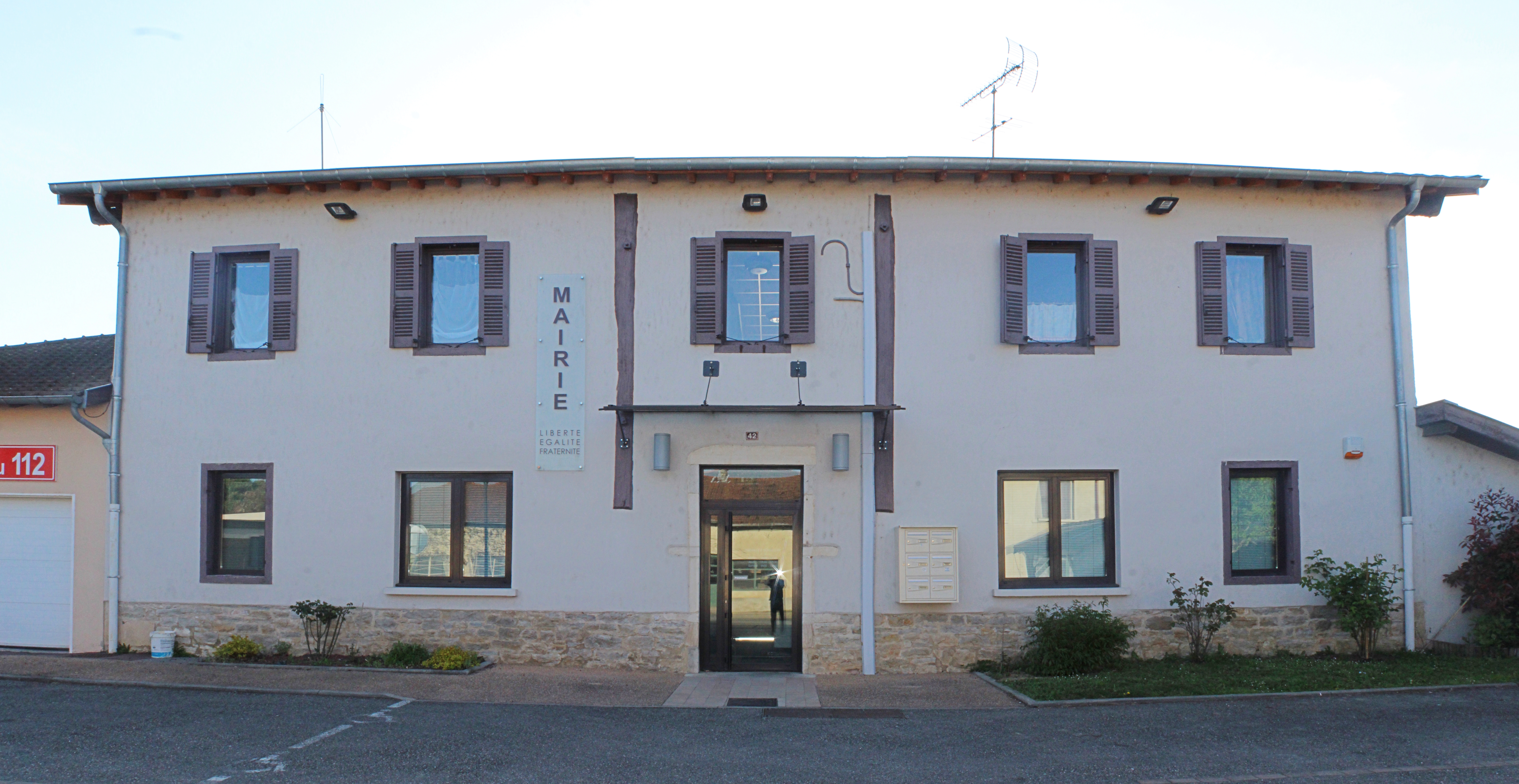
Mairie.

| Période                                  | Période      | Identité                      | Étiquette | Qualité              |
| ---------------------------------------- | ------------ | ----------------------------- | --------- | -------------------- |
| Les données manquantes sont à compléter. |              |                               |           |                      |
| 1842                                     | 1852         | Jean Marie Comtet             |           | Débiteur de Tabac    |
| 1852                                     | 1858         | Denis Joseph Verne            |           |                      |
| 1858                                     | 1860         | Jean Joseph Marie Rabuel      |           |                      |
| 1860                                     | 1881         | Claude Marie Chaporet         |           | Cultivateur          |
| 1881                                     | 1883         | Joseph Marie Mignot           |           | Cultivateur          |
| 1883                                     | 1919         | Frédéric Antoine Louis Dufour |           | Propriétaire         |
| 1919                                     | 1929         | Elysée Favier                 |           |                      |
| 1929                                     | 1944         | Victor Vernoux                |           |                      |
| 1944                                     | Mars 1962    | Paul Foray                    |           |                      |
| Mars 1962                                | 18 Juin 1995 | Armand Goyard                 |           | Cultivateur Retraité |
| 18 Juin 1995                             | 18 Mars 2001 | Thierry Vernoux               |           |                      |
| 19 Mars 2001                             | 16 Mars 2008 | Michèle Roux                  |           |                      |
| 16 Mars 2008                             | 30 Mars 2014 | Gérard Chossat                |           |                      |
| 30 Mars 2014                             | En cours     | Guy Antoinet                  | DVD       | Retraité             |

## Démographie
L'évolution du nombre d'habitants est connue à travers les recensements de la population effectués dans la commune depuis 1793. Pour les communes de moins de 10 000 habitants, une enquête de recensement portant sur toute la population est réalisée tous les cinq ans, les populations de référence des années intermédiaires étant quant à elles estimées par interpolation ou extrapolation. Pour la commune, le premier recensement exhaustif entrant dans le cadre du nouveau dispositif a été réalisé en 2004.

En 2022, la commune comptait 1 034 habitants, en évolution de +5,4 % par rapport à 2016 (Ain : +5,15 %, France hors Mayotte : +2,11 %).
| 1793  | 1800  | 1806  | 1821  | 1831  | 1836  | 1841  | 1846  | 1851  |
| ----- | ----- | ----- | ----- | ----- | ----- | ----- | ----- | ----- |
| 1 272 | 1 295 | 1 267 | 1 369 | 1 312 | 1 311 | 1 414 | 1 371 | 1 356 |

| 1856  | 1861  | 1866  | 1872  | 1876  | 1881  | 1886  | 1891  | 1896  |
| ----- | ----- | ----- | ----- | ----- | ----- | ----- | ----- | ----- |
| 1 332 | 1 306 | 1 334 | 1 227 | 1 268 | 1 227 | 1 184 | 1 121 | 1 087 |

| 1901  | 1906  | 1911  | 1921 | 1926 | 1931 | 1936 | 1946 | 1954 |
| ----- | ----- | ----- | ---- | ---- | ---- | ---- | ---- | ---- |
| 1 058 | 1 075 | 1 095 | 985  | 952  | 941  | 886  | 827  | 802  |

| 1962 | 1968 | 1975 | 1982 | 1990 | 1999 | 2004 | 2006 | 2009 |
| ---- | ---- | ---- | ---- | ---- | ---- | ---- | ---- | ---- |
| 770  | 702  | 683  | 734  | 728  | 727  | 808  | 841  | 985  |

| 2014 | 2019  | 2022  | - | - | - | - | - | - |
| ---- | ----- | ----- | - | - | - | - | - | - |
| 987  | 1 011 | 1 034 | - | - | - | - | - | - |

## Culture locale et patrimoine

### Lieux et monuments
- Mottes dites « les deux poypes de Beviers ». Des nobles de Beviers sont cités depuis 1120[17].
- Moulin du Sougey, datant du XVIe siècle (tout proche de la ferme du Sougey), à la limite entre Marsonnas et Montrevel-en-Bresse, appartenant depuis des générations à la famille Rigaud.
- Église Saint-Pierre-et-Saint-Paul de Marsonnas.

### Personnalités liées à la commune
- Antoine Guillamon, joueur de rugby
- Benoît Alhoste est un peintre français et plus particulièrement bressan, du XVIIe siècle, probablement né à Marsonnas vers 1620.

### Distinction culturelle
Marsonnas fait partie des communes ayant reçu l’étoile verte espérantiste, distinction remise aux maires de communes recensant des locuteurs de la langue construite espéranto.